# Cocathédrale Sainte-Thérèse de Savannakhet

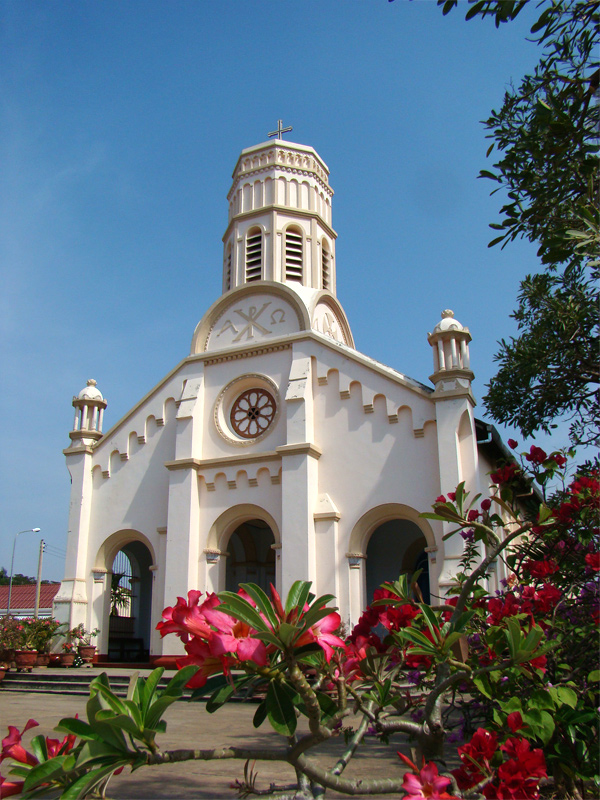
Façade et clocher de la cocathédrale.

La cocathédrale Sainte-Thérèse ou simplement cathédrale Sainte-Thérèse (ໂບດກາໂຕລິກ ນັກບຸນເຕເຣຊາ) est une cathédrale catholique du Laos sise à Savannakhet, au sud du pays près de la frontière avec la Thaïlande. Elle se trouve dans l'ancien quartier français, construit à l'époque de l'Indochine française juste après la Première Guerre mondiale. Elle est de style néo-roman.
C'est une des deux cathédrales (d'où son titre de « cocathédrale ») du vicariat apostolique de Savannakhet érigé en 1958 par Pie XII par la bulle Qui ad Ecclesiae. L'autre cocathédrale est celle de Saint-Louis de Thakhek.
La cathédrale Sainte-Thérèse est sous la responsabilité pastorale de Mgr Jean-Marie Prida Inthirath. Elle accueille surtout des catholiques d'origine vietnamienne.